# Planlösning
En planlösning är en byggnads indelning av rum med bärande väggar och mellanväggar.
Oftast används begreppet planlösning som benämning på hur en bostads boyta är uppdelad i mindre enheter eller rum. Öppen planlösning innebär att man valt att inte dela av boytan med så många mellanväggar för att behålla öppenheten. Sluten planlösning innebär det motsatta – att man delat utrymmet i ett antal mindre enheter och på så vis erhållit många olika rum.
En öppen planlösning ger ofta intryck av ljus och rymd, men med konsekvensen att det blir färre rum. En sluten planlösning kan ge intryck av mörker,[källa behövs] men har fördelen med många rum.